# 柳冲
柳沖（7世纪？—717年），蒲州虞鄉（今山西永濟東虞鄉）人，唐朝官员。
隋代饒州刺史柳莊的曾孫。博學，通世族家谱。貞觀年間，官至光祿少卿，並持節出使突厥。突厥贈馬百匹與當地特產，拒絕不受。歷任交、桂二州都督，杭州刺史等職。武则天時擔任司府寺主簿，受诏巡抚淮南，還被封为河东县男。
中宗景龙年间，任左散骑常侍，重修《氏族志》。唐玄宗時，再與徐坚、吴兢、魏知古、陆象先、刘子玄继修《氏族志》，成书後定名《姓氏系录》。晚年擔任太子詹事、太子宾客、来王傅，昭文馆学士等职。开元二年（7l4年），又受诏偕同著作郎薛南金重修《姓氏系录》，書成，特赐绢百匹。不久致仕。卒于开元五年（717年）。